# Redvägs landskommun
Redvägs landskommun var en tidigare kommun i dåvarande Älvsborgs län.

## Administrativ historik
Kommunen bildades som så kallad storkommun vid kommunreformen 1952 genom sammanläggning av de sexton landskommunerna Blidsberg, Böne, Dalum, Fivlered, Gullered, Hössna, Humla, Knätte, Kölaby, Kölingared, Liared, Norra Åsarp, Smula, Solberga, Strängsered och Timmele. Den fick sitt namn efter Redvägs härad där alla landskommunerna låg.
Landskommunen ombildades till Redvägs kommun vid kommunreformen 1971.
Kommunen upphörde med utgången av år 1973, då den delades. Församlingarna Fivlered, Norra Åsarp, Smula och Solberga tillfördes Falköpings kommun (och bytte därmed län till Skaraborgs län), medan de övriga lades samman med Ulricehamns kommun.
Kommunkoden var 1555.

### Kyrklig tillhörighet
I kyrkligt hänseende tillhörde kommunen församlingarna Blidsberg, Böne, Dalum, Fivlered, Gullered, Hössna, Humla, Knätte, Kölaby, Kölingared, Liared, Norra Åsarp, Smula, Solberga, Strängsered och Timmele.

## Geografi
Redvägs landskommun omfattade den 1 januari 1952 en areal av 598,44 km², varav 574,35 km² land.

### Tätorter i kommunen 1960
| Tätort    | Folkmängd |
| --------- | --------- |
| Åsarp     | 511       |
| Blidsberg | 494       |
| Dalum     | 482       |
| Timmele   | 444       |
| Trädet    | 383       |

Tätortsgraden i kommunen var den 1 november 1960 33,4 procent.

## Politik

### Mandatfördelning i valen 1950-1970
| 7 | 16 | 9 | 8 |

| 40 |

| 7 | 14 | 9 | 10 |

| 39 |

| 6 |  | 15 | 8 | 10 |

| 39 |

| 8 | 15 | 8 | 9 |

| 39 |

| 6 | 15 | 8 | 2 | 9 |

| 38 |

| 6 | 17 | 8 | 3 | 6 |

| 37 |